# Церебролізин
Церебролізин (кодова назва FPF-1070 ) - це суміш ферментативно оброблених пептидів, отриманих з мозку свині, до складу якого можуть входити: нейротрофічний фактор головного мозку (BDNF), нейротрофічний фактор гліальної кліткової лінії (GDNF), фактор росту нервів (NGF) та ціліарний нейротрофічний фактор (CNTF). 

## Історія[1]
Препарат уперше був створений у 1949 р. Герхард Харрер, австрійським професором Інсбрукського університету. Він помітив, що при ферментивному гідролізі тканин мозку, утворюються речовини, які стимулюють нервові клітини і регулюють вегетативні розлади. Після технологічної розробки лікарського препарату, церебролізин був вперше зареєстрований у Австрії 1 серпня 1954 р. Г. Харрер, пізніше професор Зальцбургського університету й голова Спілки неврологів і психіатрів Австрійська республіка вніс величезний вклад у подальше впровадження церебролізину у  клінічну практику.
Перші публікації по впровадженню у клінічну практику церебролізину з'явилися у 1954-1955 рр., коли був помічений пробуджувальний ефект препарату при гіпоглікемічній комі.

## Дослідження
Експерименти на тваринах продемонстрували, що Церебролізин безпосередньо впливає на нейрональну і синаптичну пластичність, і це сприяє поліпшенню когнітивних функцій.
1975 р. - фармакологічні дослідження біодоступності. Перші клінічні дослідження препарату "Церебролізин". виявлення нейропротекторних властивостей.
1990 р.  - Доведений нейротрофічний ефект церебролізину, проведення масштабних клінічних досліджень у Австрія, Німеччина, Японія й Росія. Показана ефективність препарату при ішемічних та деменціальних захворюваннях головного мозку.
1995 - 2002 рр. Подальше вивчення молекулярних механізмів дії церебролізину. Проведення рандомізованих плацебо-контрольованих випробувань у клініці. Розширення спектру застосування препарату в клінічній практиці.
На 6-му міжнародному симпозіумі у Стокгольмі (Швеція) у квітні 2000 р., присвяченому новітнім дослідженням терапії хвороба Альцгеймера, Австрійська дослідницька група показала нові дані, отримані в клінічних умовах з використанням сучасних  методів нейровізуалізація. Результати дослідження показали, що лікування церебролізином хворих на хворобу Альцгеймера, сприяє відновленню нормального рівня кровотоку та зменшує ступінь вираженості порушень мозкового метаболізму в тім'яних та скроневих ділянках головного мозку, тобто в тих зонах, в яких порушення цих функціональних параметрів приданій патології є найбільш специфічними і помітно вираженими.

## Механізм дії
Протеолітична пептидна фракція, яку отримують із мозку свиней, стимулює диференціацію клітин, покращує функцію нервових клітин та активує механізми захисту і відновлення. За даними MALDI-TOF  відмічено, що в очищеному церебролізині присутні більш ніж 100 олігопептидів та мотивів білків з молекулярною масою в основному до 3 kDа. При дослідженні церебролізина на основі білкових чіпів з масспектрометичною детекцією виявлені пептиди до 5800 Da (чисельні короткі сполучення аміноклслот, фрагменти пептидів, отримані при трипсинолізі протеома кори головного мозку свиней), що був потенційним трофічним продуктом  для метаболізма нервових клітин. Важливим висновком дослідження церебролізина стало виявлення  у ньому життєво важливих для мозку олігопептидів.
Церебролізин має також й імунопротекторну дію, так як між імунною та нервовою системами є чисельні зв'язки,, які забезпечують фізіологічну  імунорегуляцію.
Основними механізмами дії церебролізина є: регуляція енергетичного метаболізму головного мозку, власний нейротропічний вплив, взаємодія з системою нейропептидів та нейромедіаторів.

## Властивості[2]
1. Метаболічна регуляція - церебролізин підвищує ефективність аеробного енергетичного метаболізму мозку, покращує клітинний синтез білка в формуючомуся та старіючому мозку:
2. Нейропротекція
3. Нейротрофічна активність
4. Функціональна нейромодуляція

## Застосування
Нові клінічні рекомендації з лікування черепно-мозкові травми.
Після довготривалих досліджень ((20 587 пацієнтів брали участь у 118 клінічних дослідженнях, з них 5 411 у 43 подвійних сліпих рандомізованих контрольованих клінічних дослідженнях) церебролізин був включений до клінічних рекомендацій лікування черепно-мозкових травм провідних західних країн, які є референтними для України, як препарат, який може покращити раннє відновлення після травми та покращити відновлення когнітивної функції та уваги у пацієнтів після черепно-мозкової травми.
- Канадський огляд доказової бази в лікування черепно-мозкової травми середнього та важкого ступеню тяжкості ERABI, оновлений в 2022 році, рекомендує Церебролізин з рівнем доказовості 1в як ефективне лікування, яке може покращити когнітивне відновлення після черепно-мозкової травми середнього та тяжкого ступеню важкості.

- 2) Румунські протоколи з лікування черепно-мозкової травми рекомендують використання Церебролізину:  в гострій  фазі в дозуванні 30-50 мл/добу, розведені в 50-100 мл стандартного інфузійного розчину, в/в інфузійно, повільна інфузія, тривалість: 10-20 днів; в фазі нейрореабілітації: періодичне хронічне лікування курсами по 10 - 20 днів, 10-30 мл/добу в/м або в/в інфузійно 10-20 днів поспіль/місяць, щомісяця в перший рік після черепно-мозкової травми, потім можна застосовувати довгостроково з дотриманням між курсами лікування періодів без лікування з мінімальною тривалістю, рівною тривалості попередньому курсу.; після першого року курси можна зменшити, залежно від терапевтичної відповіді, до 4 на рік (один раз на 3 місяці).

Церебролізин є найкращим лікарським засобом у відновленні після перенесеного інсульту. Рівень доказовості 1А.